# Vraag-en-antwoord
Vraag-en-antwoord, ook vaak aangeduid in het Engels als call and response, is een muziektechniek.
De term verwijst naar een patroon in liedjes waarbij een musicus een vraag (oproep) doet die beantwoord wordt door een of meerdere musici. De vraag kan gesteld worden door een voorzanger, maar ook door een muziekinstrument nagebootst worden. Het antwoord wordt gegeven door een koor of met een of meerdere muziekinstrumenten. De techniek heeft als het ware de functie van een gesprek. Eén van de bekendste voorbeelden van een vraag-en-antwoord is Shave and a Haircut.
De techniek wordt in meerdere muziekstijlen gebruikt. De variant van een voorzanger-koor komt veelal voor in muziekstijlen die hun oorsprong kennen in Afrikaanse muziek, zoals gospelmuziek of Surinaamse kawina (troki en piki; voorzanger en koor). De bluesartiest B.B. King stond erom bekend dat hij zijn stemgeluid liet beantwoorden door zijn gitaar.